# Robert de Blois
Robert de Blois (* im 13. Jahrhundert; † im 13. oder 14. Jahrhundert) war ein altfranzösisch schreibender Dichter. 

## Leben und Werk
Robert de Blois, der nur durch seine Werke bekannt ist, dichtete 5 höfische Lieder, einen Roman (Beaudous, auch: Biaudouz), eine Liebeserzählung (Floris und Lyriopé) sowie die erzieherischen Traktate Enseignement des princes (Wie man sich am Hof zu verhalten hat) und Chastoiement des dames (Erziehung der Frauen). In Onor as dames (Ehre den Frauen!) vertrat er die Auffassung, dass die Frauen von Gott mehr geliebt werden als die Männer.

## Werke
- Sämmtliche Werke I–III. Hrsg. Jakob Ulrich. Mayer & Müller, Berlin 1889–1895. Slatkine, Genf 1978.
- Floris et Liriope. Altfranzösischer Roman. Hrsg. Wolfram Zingerle. Reisland, Leipzig 1891. M. Sändig, Wiesbaden 1968.
- Robert de Blois. Son oeuvre didactique et littéraire. Étude linguistique et littéraire. Edition critique avec commentaire et glossaire de l’«Enseignement des princes» et du «Chastoiement des dames». Hrsg. John Howard Fox. Nizet, Paris 1950.
- Robert de Blois’s Floris et Lyriopé. Hrsg. Paul Barrette. University of California press, Berkeley 1968.
- Biaudouz de Robert de Blois. Hrsg. Jacques Charles Lemaire. Les éditions de l’université de Liège, Lüttich 2008. (mit neufranzösischer Übersetzung)